# Ascot Elite Entertainment Group
Pour les articles homonymes, voir Ascot.
Ascot Elite Entertainment Group est une société de distribution et de production de films suisse, fondée en 1928, basée à Zurich et présidée par Erwin C. Dietrich. 
La division production fut fondée en 1952, sous le nom de Elite Filmproduktion AG.
En 2005, Ascot Elite se trouvait à la première place des distributeurs indépendant en Suisse.

## Filmographie sélective
- 1977 : Jamais je ne t'ai promis un jardin de roses d'Anthony Page
- 2008 : Les Liens du sang de Jacques Maillot
- 2011 : On ne choisit pas sa famille de Christian Clavier
- 2017 : A bras ouverts de Philippe de Chauveron
- 2017 : Le Sens de la fête d'Éric Toledano et Olivier Nakache